# Soldier of Fortune II: Double Helix
Soldier of Fortune II: Double Helix ist ein Ego-Shooter, der von Raven Software entwickelt wurde und 2002 von Activision veröffentlicht wurde. Es stellt den Nachfolger zu Soldier of Fortune dar. Das Computerspiel erschien in Deutschland stark zensiert.

## Handlung
Terroristen planen Anschläge mit biologischen Waffen. Nachdem diese den Virus in einem Dorf in Kolumbien testen und zahlreiche Zivilisten getötet werden, wird die Söldnerorganisation Shop beauftragt, die Terroristen zu bekämpfen.

## Zensur
Solder of Fortune 2 war das bis dahin am stärksten zensierte Spiel für den deutschen Markt. Bluteffekte und Gibs wurden ebenso wie Schmerz- und Todesschreie entfernt. Alle menschlichen Spielfiguren wurden in metallische Androide umgewandelt und ihre Maschinenhaftigkeit durch Nieten und Schweißnähten unterstrichen. Hierfür wurde auch die Handlung für die deutsche Version angepasst und das Spiel in eine Parallelwelt verlegt, in dem Menschen von Maschinen vollständig verdrängt wurden. Zudem ist die deutsche Version im Mehrspieler nicht kompatibel mit der internationalen Fassung. Die internationale Fassung ist durch eine Ländersperre weiterhin gewaltgemindert, geht aber nicht so weit Personen in Roboter zu wandeln und lässt sich auch abschalten.

## Rezeption
Für PC Action sei Soldier of Fortune 2 in einer Zeit erschienen, in der Ego-Shooter stark geächtet wurden. Es sei dennoch ein exzellentes Spiel. Die Hauptfigur mit dem realen Söldner im hohen Alter John Mullins zu besetzen sei unglücklich. Die Schauplätze seien perfekt gestaltet. Von der Inszenierung erinnere an Actionfilme wie Mission Impossible oder Einsame Entscheidung. Auch die künstliche Intelligenz der Gegner sei herausfordernd. PC Games verglich das Spiel eher mit einem Dokumentarfilm. Es sei weniger auf Unterhaltung aus. Insbesondere die Schleichpassagen seien mühsame Arbeit. Gelobt wurde der Zufallsgenerator für Mehrspielerkarten. Für 4Players wurde das Spiel im Vergleich zum Vorgänger konsequent verbessert. Das Szenario für die Zensur auf den Kopf zu stellen ging jedoch zu weit.